# Torneo de Berlín 2001
El EuroCard Ladies German Open 2001 fue un torneo de tenis femenino, disputado del 7 al 13 de mayo de 2001. Fue un evento de categoría Tier I que se jugó en canchas de polvo de ladrillo como preparativo para el segundo Grand Slam del año, Roland Garros. Fue la 86.ª edición del torneo y tuvo lugar en el Rot-Weiss Tennis Club en la capital alemana, Berlín.

## Campeonas

### Individual femenino
Amélie Mauresmo venció a  Jennifer Capriati por 6–4, 2–6, 6–3

### Dobles femenino
Els Callens /  Meghann Shaughnessy vencieron a  Cara Black /  Elena Likhovtseva por 6-4, 6-3.